# Lauenau
Lauenau település Németországban, azon belül Alsó-Szászország tartományban. Lakosainak száma 4341 fő (2023. december 31.). Lauenau Stadthagen és Bad Nenndorf községekkel határos.

## Népesség
A település népességének változása:
| Lakosok száma | 4100 | 4079 | 4140 | 4200 | 4357 | 4367 | 4341 |
|               | 2015 | 2016 | 2017 | 2019 | 2021 | 2022 | 2023 |